# Atalia (Mayr)
Atalia è un oratorio con apparato scenico in 2 atti di Johann Simon Mayr su libretto di Felice Romani.
Fu rappresentato per la prima volta nel 1822 al Teatro San Carlo di Napoli diretto da Gioachino Rossini e supervisionato da Gaetano Donizetti.
Atalia, dramma sacro quaresimale, ha come protagonista-antagonista Atalia appunto, biblica regina di Gerusalemme, crudele e sanguinaria, la quale usurpò il trono della città a Gioas, legittimo erede.

## Struttura dell'oratorio
- Sinfonia

### Atto I
- N. 1 - Introduzione e Cavatina di Matan Giammai per Solima - Plaudasi al dì che il soglio (Coro, Matan)
- N. 2 - Coro e Cavatina di Atalia Vieni, o prole degli eroi - Alme fide! a questi accenti (Atalia, Coro)
- N. 3 - Duetto fra Atalia e Matan Che intesi?... all'ira il freno
- N. 4 - Coro e Cavatina di Gioada Chi di sì bel vermiglio - Di salvar il prence amato
- N. 5 - Duetto fra Gioada e Gioas Come si può vederti
- N. 6 - Quartetto Sì, quello è il volto e il ciglio (Atalia, Gioada, Gioas, Matan)
- N. 7 - Aria di Gioas Se periglio, o padre amato (Gioas, Gioada)
- N. 8 - Finale I Della tua gloria, de' tuoi portenti - Popolo, al Dio benefico - A qual cimento orribile (Coro, Gioada, Gioas, Abner, Matan, Atalia)

### Atto II
- N. 9 - Coro e Duetto fra Gioada ed Atalia Le torbide cure - Di sedurmi invan tu speri
- N. 10 - Coro e Terzetto fra Gioas, Gioada ed Abner Serto real, che a Davide - Ah! sorgete... Io Re di Giuda?
- N. 11 - Aria di Atalia Ah! fra questi orrendi spettri (Atalia, Gioas, Gioada, Abner, Coro)
- N. 12 - Finale II Come cedro d'Orebbe sul monte (Gioas, Gioada, Abner, Coro)